# Енгелс I/II
Енгелс I/II (рус. Энгельс I/II) је ловац-хидроавион направљен у Русији. Авион је први пут полетео 1916. године. 

Највећа брзина авиона при хоризонталном лету је износила 176 km/h.
Распон крила авиона је био 9,00 метара, а дужина трупа 7,50 метара. Празан авион је имао масу од 385 килограма. Нормална полетна маса износила је око 555 килограма. Био је наоружан са једним митраљезом калибра 7,7 милиметара Викерс.

## Наоружање
| Наоружање авиона: Енгелс       |     |
| Ватрено (стрељачко) наоружање  |     |
| Топ                            |     |
| Митраљез                       |     |
| Калибар                        | 7,7 |
| Бомбардерско наоружање (бомбе) |     |
| Ракетно наоружање (ракете)     |     |